# Acalypha subbullata
Acalypha subbullata é uma espécie de flor do gênero Acalypha, pertencente à família Euphorbiaceae.